# Xosias globularis
Xosias globularis är en insektsart som först beskrevs av Walker 1858.  Xosias globularis ingår i släktet Xosias och familjen Nogodinidae. Inga underarter finns listade i Catalogue of Life.